# Sávszélesség
A sávszélességet az analóg illetve digitális technikában eltérően definiálják.

## Sávszélesség az analóg rendszerekben
A sávszélesség egy négypólus jellemző adata, amit hertzben mérnek. 
A sávszélesség alapvető jelentőséggel bír több területen, legfontosabbak ezek közül az információelmélet, a rádiós kommunikáció, a jelfeldolgozás és a spektroszkópia. A sávszélesség felmerül még az adatrátákkal kapcsolatosan, valamilyen közvetítő közeg vagy berendezés vonatkozásában is. A Shannon–Hartley-tétel szerint egy működő kommunikáció esetén az adatráta egyenesen arányos az átvitel során használt frekvencia-tartomány nagyságával. Ebben az értelemben a sávszélesség az adatrátára vagy kommunikációs rendszerben használt frekvencia-tartományra vonatkozik (vagy mindkettőre).
A sávszélesség alkalmazása alapvetően fontos egyes területeken. A rádiókommunikáció esetén például a sávszélesség egymástól elválasztott frekvenciatartomány(oka)t jelöl, amelyek a modulált vivőhullámok számára fenntartottak, míg például az optikában egy különálló színképvonal szélességét jelenti, vagy egy színképtartományt.
A sávszélességre nincs egyetlen, átfogóan pontos meghatározás, általában lényeges a környezet és a mérési módszer. Például egy bizonyos meghatározás[forrás?] szerint a sávszélesség a frekvenciáknak egy olyan tartománya, amelyekre igaz az, hogy e tartományon kívüli frekvenciákra egy bizonyos függvény értéke nulla. (Ebben az értelemben a matematikai jelentés, mármint egy függvény nullától különböző „hossza”, még valamilyen értelemben kapcsolatba is hozható a „szélesség”-gel.)
Más meghatározások nem ennyire pontosak, és nem is utalnak arra a frekvenciára, amelynél egy függvény értéke kicsi[forrás?]. A kicsi ebben az esetben azt jelenti, hogy kisebb, mint 3 dB, azaz a maximális érték felénél is kisebb, de egy pontosan meghatározott értéknél kisebbet is jelenthet. A meghatározás általában valamilyen szélesség jellegű tulajdonsághoz kapcsolódik, az alkalmazási területtől függő értelemben.

## Analóg rendszerek
Az analóg jelek esetén, amelyek matematikai értelemben idő függvényei, a sávszélesség egy olyan frekvenciatartomány szélessége, amelyben a jel Fourier-transzformáltja nem nulla. Egy jel sávszélességét mérhetjük azzal, hogy milyen gyorsan ingadozik idő szerint: minél nagyobb a sávszélesség, annál gyorsabban változhat a jel. A sávszélesség kifejezést alkalmazhatjuk jelekre, de alkalmazhatjuk rendszerre is. Ebben az esetben ha a rendszernek van egy adott sávszélessége, akkor ez azt jelenti, hogy a rendszer átviteli függvényének is van egy adott sávszélessége. (Érdemes megjegyezni, hogy a fenti esetben frekvencia alatt bizonyos esetekben a körfrekvenciát értik, és arra vonatkoztatják a sávszélességet.)
Például 3 dB-es sávszélesség az ábra szerinti függvény esetében nem más, mint {\displaystyle f_{2}-f_{1}}, viszont más meghatározások alapján a sávszélességre más értéket is kaphatunk.
Tény, hogy a valódi alapsávi rendszereknél létezik negatív és pozitív frekvencia is, ami zavarokat okozhat a sávszélesség értelmezésénél. Ilyen esetben a pozitív oldalt (síknegyedet) vesszük csak figyelembe, és a sávszélességet a {\displaystyle B=2W} képlettel számoljuk, ahol {\displaystyle B} a teljes sávszélesség, és {\displaystyle W} a pozitív sávszélesség. Például a jelet egy aluláteresztő szűrő, amelynek a vágási frekvenciája legalább {\displaystyle W}, változatlanul hagyja.
Egy elektronikus szűrő sávszélessége az a frekvenciatartomány, amelyen belül a kimenő frekvencia a középfrekvencia (fközép) csúcsértékénél 3 dB-lel nem kisebb.
A jelfeldolgozás és a szabályzástechnika a sávszélességet úgy definiálja, hogy az a frekvencia, amikor a rendszer zárt hurkú erősítése ‒3 dB alá esik.
Az elektronikus áramkörök elméletéből ismert szűrőknél a sávszélességet sávszűrők és sáváteresztő szűrők esetében annak a két pontnak a távolsága jelenti, ahol a frekvenciatartományban a jel erőssége {\displaystyle {\frac {1}{\sqrt {2}}}} a maximális jelerősségre vonatkoztatva, vagyis 3 dB a csillapítás.
Az optoelektronikában (fotonika) a sávszélesség nagyon sok mindent jelenthet:
- egy optikai fényforrás kimenő sávszélességét, (például lézer); egy nagyon rövid optikai impulzus sávszélességét;
- egy száloptikán átvihető frekvenciatartomány szélességét;
- egy optikai erősítő erősítési sávszélességét;
- néhány egyéb jelenség tartományának a szélességét (például visszaverődés, rezonancia, egy nemlineáris eljárás fázistolása);
- egy optikai modulátor maximális modulációs frekvenciáját (vagy a modulációs frekvenciák tartományát);
- azt a frekvenciatartományt, amelyet néhány mérőberendezés (például teljesítménymérő) kezelni képes;
- az optikai kommunikáció esetén elérhető adatrátát (Gbit/s-ban).

## Digitális rendszerek
A sávszélességnek a digitális kommunikációs rendszerekben két jelentése is van. Technikai értelemben a sávszélesség megfelel a baudrátának, azaz az időegység alatt átvitt szimbólumok számát jelenti. Használják ugyanakkor a csatornakapacitás meghatározására, azaz annak a bitekben mért információmennyiségnek a meghatározására, amennyit időegység alatt a rendszer átvinni képes. Ennélfogva egy 66 MHz-es digitális adatbuszra a 32 elkülönített adatvonalával mondhatjuk, hogy a sávszélessége 66 MHz és a kapacitása 2,1 Gbit/s – de nem kell meglepődni azon sem, ha valaki azt mondja a buszra, hogy „2,1 Gbit/s-os a sávszélessége”. Hasonlóan zavaró lehet a kétféle jelentés az analóg modemek esetében, ahol minden szimbólum több bit információt hordoz, így a modem képes az 56 kbit/s átviteli sebességre egy olyan telefonvonalon, amelynek a sávszélessége csak 12 kHz.
A diszkrét idejű rendszereknél és a digitális jelfeldolgozásnál a sávszélesség szoros kapcsolatban van a mintavételi ráta értékével, a Nyquist-Shannon mintavételi elvnek megfelelően.
Sávszélesség használatos közösségi értelemben, valaminek a határára, korlátjára vonatkozóan. Ilyen értelemben a kommunikációs költségek sávszélessége, valami más megengedhetelen használata nevezhető sávszélességlopásnak is.